# Non progredi est regredi
 Non progredi est regredi  лат. (изговор:  нон прогреди ест регреди). Не напредовати значи назадовати.(Гете)

## Поријекло изреке
Ову изреку је изрекао у смјени 18 у 19 вијек, Јохан Волфканг фон Гете ,  један од највећих њемачких и свјетских  интелектуалаца . (  Писац,  пјесник,  политичар,   научник  и филозоф )

## Тумачење
Не напредовати не значи не ићи напријед, већ назадовати.